# Gagowy Nowe
Gagowy Nowe (do końca 2017 roku Nowe Gagowy) – wieś w Polsce położona w województwie kujawsko-pomorskim, w powiecie włocławskim, w gminie Lubień Kujawski.
W latach 1975–1998 miejscowość administracyjnie należała do województwa włocławskiego. Według Narodowego Spisu Powszechnego (III 2011 r.) liczyła 160 mieszkańców. Jest piętnastą co do wielkości miejscowością gminy Lubień Kujawski.